# Хаустон (Пенсилванија)
Хаустон (енгл. Houston) град је у америчкој савезној држави Пенсилванија.

## Демографија
По попису из 2010. године број становника је 1.296, што је 18 (-1,4%) становника мање него 2000. године.
| Група             | 2000.         | 2010.         |
| Белци             | 1.237 (94,1%) | 1.188 (91,7%) |
| Афроамериканци    | 48 (3,7%)     | 44 (3,4%)     |
| Азијати           | 7 (0,5%)      | 5 (0,4%)      |
| Хиспаноамериканци | 5 (0,4%)      | 15 (1,2%)     |
| Укупно            | 1.314         | 1.296         |